# New Divide
A New Divide a Linkin Park egyik kislemeze, amelyet Michael Bay Transformers: A bukottak bosszúja című filméhez írtak. 2009. május 18-án adták ki kislemezként.

## Háttér
A What I’ve Done benne volt a 2007-es Transformers filmben. A New Divide egyes részletei hallhatóak a Transformers: A Bukottak Bosszúja utolsó előzetesén.
A New Divide május 22-én vált letölthetővé az iTunes-on keresztül az Egyesült Királyságban, Németországban, Svájcban, Ausztriában, Észak-Európában, Törökországban, Izraelben és Tajvanban.
A szám a film stáblistája alatt hallható.

## Számlista
CD
1. New Divide (studio version)
2. New Divide (instrumental)
3. New Divide (a cappella)

iTunes
1. New Divide

## Klip
Május 14-én Shinoda elárulta, hogy a szám klipjén dolgoznak.
A klipet május 14-én és 13-án forgatták a Paramount Studios-ban. Amikor a klipről nyilatkozott Shinoda azt mondta, hogy Mr. Hahn sok vizuális technikát fog alkalmazni. Chester Bennington mondta el a blogjában, hogy a számnak köze lesz a Transformers: A Bukottak Bosszúja című filmhez. A Linkin Park két „a hátterek mögött” kisfilmet adott ki a klipről. Ezekről képeket Shinoda blogján lehet találni. A klipet először a zenekar Myspace oldalán lehetett látni, június 11-én. Két héttel később már  3,370,336-an nézték meg.
A klipben a zenekar a „Tomb of the Primes” (a 7 „eredeti” Transformer sírjában) zenél. Chester feleségétől (Talinda Bennington) megtudhattuk, hogy a klipben látható nő nem Megan Fox. Dave Farrell-t azért nem lehet látni a klipben a zenekarral zenélni, mert megsérült a csuklója a forgatás első napján.

## Toplisták
Az Egyesült Államokban a New Divide a Billboard Hot 100 toplistán a 6. helyen debütált. Ez a zenekar legjobban debütáló száma és az In the End óta a legjobb helyet elérő szám a toplistán. A New Divide elérte az 1. helyet a Modern Rock Tracks toplitán és a 3.-at a Mainstream Rock Tracks toplistán.  A szám a Canadian Hot 100 3. helyen debütált, az ausztrál ARIA Chartspedig 3. helyen.
A Brit kislemezlista-on a 3. helyen debütált. A New Divide az egész világon sikereket ért el, mert bekerült a legjobb 20-ba Finnországban, Németországban, Olaszországban, és Új Zélandon.
| Toplista (2009)                           | Legjobb hely |
| ----------------------------------------- | ------------ |
| Australian ARIA Singles Chart             | 10           |
| Australian Airplay Chart                  | 4            |
| Canadian Hot 100                          | 3            |
| Canadian Top 40                           | 2            |
| Dutch Top 40                              | 35           |
| Finnish Singles Chart                     | 15           |
| Japan Hot 100                             | 47           |
| China Top 20                              | 9            |
| Japan Top 20                              | 8            |
| New Zealand Singles Chart                 | 17           |
| Swedish Singles Chart                     | 13           |
| Brit kislemezlista                        | 20           |
| U.S. Billboard Hot 100                    | 6            |
| U.S. Billboard Pop 100                    | 23           |
| U.S. Billboard Hot Modern Rock Tracks     | 1            |
| U.S. Billboard Hot Mainstream Rock Tracks | 3            |
| World Modern Rock Top 30 Singles          | 1            |

## Külső hivatkozások
- A "New Divide" hivatalos oldala
- A "New Divide" klipje
- A New Divide dalszövege